# Hurst (Teksas)
Hurst – miasto w Stanach Zjednoczonych, w stanie Teksas, w hrabstwie Tarrant.
Pierwsi osadnicy – William L. Hurst z rodziną – sprowadzili się na ten obszar w 1870 roku, prawa miejskie zaś miasto uzyskało 25 września 1952 roku.

## Demografia
Według przeprowadzonego przez United States Census Bureau spisu powszechnego w 2010 miasto liczyło 37 337 mieszkańców. Natomiast skład etniczny w mieście wyglądał następująco: Biali 80,9%, Afroamerykanie 5,6%, Azjaci 2,3%, pozostali 11,2%.